# Oskar Fried
Oskar Fried (Berlín, 1 d'agost de 1871 – Moscou, 5 de juliol de 1941) fou un compositor i director d'orquestra alemany.

## Biografia

### Estudis i primeres obres
Nasqué a Berlín el dia 1 d'agost de 1871, morí el 5 de juliol de 1941. Oskar Fried va mostrar una gran capacitat musical des de petit, aprenent a tocar el piano, el violí i la trompeta a Nowaves, prop de Potsdam (Alemanya). Venint d'una família humil, aviat es va animar a guanyar diners a través de les seves habilitats musicals, portant-lo a tocar a orquestres d'aficionats de Berlín. El 1889 es va traslladar a Frankfurt, on va ser contractat com a trompista per l'Orquestra de Palmgarten. Aviat va passar a ser un membre de l'Orquestra d'Opernhaus i va començar classes de composició amb Engelbert Humperdinck. Fried va compondre una fantasia orquestral basada en el treball més conegut del seu professor Humperdinck anomenada Hänsel und Gretel, fent-ne també arranjaments per a piano i orquestra per l'editorial Schott. Va passar un temps a Múnic, on va obtenir una matrícula i consells de diversos músics, entre ells Hermann Levi. Despés d'un període de viatges, Fried va retornar el 1898 cap a Berlín, i el 1904 va guanyar fama amb l'estrena de Das trunkene Lied sota la direcció de Karl Muck amb el cor de Wagnerverein.

### Director d'orquestra
Aquell mateix any, Fried va començar a exercir de director, inicialment amb la Stern Choral Society on Otto Klemperer va ser l'acompanyant i el seu suplent. Ràpidament també va anar guanyar popularitat. L'èxit del seu primer concert amb la Sternscher Gesangverein, interpretant Heiligen Elisabeth de Lizst, el va portar al seu nomenament com a director del Neue Konzerte el 1905. La seva interpretació de la Simfonia núm. 2 de Mahler aquell any va ser molt elogiada. El mateix Malher estava entre el públic en el concert i va comentar posteriorment que ell no hagués pogut dirigir millor l'scherzo. Com a director del Gessellschaft der Musikfreunde a Berlin després de 1907 i de la Blüthner-Orchester després de 1908, Fried va introduir més obres de Malher i també de Busoni, Delius, Pfitzner, Skryabin, Schoenberg i Strauss, entre d'altres, essent així admirat per ser l'únic director alemany que constantment introduïa obres noves en el seu repertor durant els primers 20 anys del segle. Fried també va estudiar les simfonies de Malher amb el mateix compositor, dirigint les estrenes de les simfonies 6 (l'any 1906) i 8 (l'any 1910) a Berlín.
Mentre la seva reputació anava creixent, la demanda internacional dels seus serveis com a director també van anar augmentant fins al punt que el 1913 va decidir abandonar totalment la composició. En el mateix any, ell, juntament amb altres directors contemporanis, va ser convidat per la companyia de cinema Messler de Berlin a dirigir una orquestra per acompanyar pel·lícules de cinema mut, però mentre els altres directors van ser utilitzats per dirigir obertures curtes, Fried va dirigir tota la Simfonia Fantàstica de Berlioz.
Després de la Primera Guerra Mundial, la preferència de Fried per Malher va continuar i l'any 1920 va dirigir el cicle complet de les seves simfonies a Viena. L'any següent, després d'haver portat la primera interpretació de la simfonia "Resurrecció" de Mahler a Sant Petersburg el 1906, se li va donar la benvinguda personalment per Lenin com el primer músic important d'occident a visitar el nou estat socialista. Va acabar fent-hi unes 20 visites més.

### Enregistraments
Davant la creixent competència en la indústria de l'enregistrament, Fried va ser convidat a gravar diversos treballs a gran escala per part de l'empresa alemanya Polydor. Aqueste enregistraments fets el 1924 incloïen la Segona Simfonia de Malher, Eine Alpensinfonie de Richard Strauss, i la Setena simfonia de Bruckner, amb l'orquestra de l'Òpera Estatal de Berlín, la Berlin Staatskapelle; també va deixar repertori com la tercera simfonia de Beethoven i la primera simfonia de Brahms. L'aparició de Fried en l'etiqueta Polydor, al costat d'altres grans músics alemanys de l'època, com Strauss, Pfitzner i Furtwängler, va consolidar la seva reputació. Va fundar i dirigir la Berlin Symphony Orchestra durant el 1925 i el 1926 i posteriorment va realitzar una gira per tot Europa, l'URSS i els Estats Units. Va continuar la seva associació amb Polydor, enregistrant el 1928 la novena simfonia (coral) de Beethoven amb la Berlin Staatskapelle per competir amb el primer enregistrament de Weingartner de la mateixa obra, fet el 1926 per al segell Columbia. Altres enregistraments d'aquest període amb Polydor van incloure Les Préludes de Lizt i Mazeppa i la Suite del ballet de Stravinsky L'ocell de Foc, totes enregistrades amb l'Orquestra de la Reial Societat Filharmònica de Columbia.

### Exili
L'ascens al poder del Partit Nacional Socialista a Alemanya el 1933, amb les seves polítiques racistes, van fer impossible que Fried, jueu, continués al país. A diferència de la majoria dels músics en la mateixa situació, ell va decidir anar cap a l'est en comptes de l'oest, instal·lant-se a Moscou l'any 1934. Aviat va ser nomenat director titular de l'Òpera de Tbilissi, i va acabar la seva carrera com a director titular de l'Orquestra Simfònica Estatal de l'URSS. Es va convertir en un ciutadà soviètic el 1941, l'any de la seva mort.

## Estil
Otto Klemperer descriu Fried com un "director brillant i extremament talentós". El seu estil de direcció pot semblar sense restriccions per loïda modern, però potser menys per a les oïdes dels contemporanis, als quals les fluctuacions abruptes del tempo, l'aplicació coherent del subtil rubato, i forts contrastos dinàmics eren comuns en l'execució. Fried freqüentment canviava les seves interpretacions, experimentant constantment. Les seves gravacions demostren clarament la individualitat de la interpretació, caracteritzat per una gran flexibilitat en el fraseig, que va florir fins a mitjan segle passat i pel qual els músics van ser jutjats abans que el concepte de "única interpretació definitiva" sorgís, en si com un producte del desenvolupament de les estratègies de marketing de la indústria discogràfica.
Són testimonis dels seus grans dots de compositor les seves obres vocals amb orquestra Das Bunte Lied; Erntelied Värklerte Nacht; peces per a instruments de vent i arpa, etc.